# Ludárova hoľa
Ludárova hoľa je holnatý vrch o nadmořské výšce 1731 m v centrální části Ďumbierských Tater na Slovensku v Žilinském kraji, okrese Liptovský Mikuláš, leží v extravilánu katastrálního území obce Liptovský Ján.
Nachází se v rozsoše, vybíhající severním směrem z Ďumbieru, nad Ludárovou dolinou. Odlehlá poloha a absence značených cest ji dělá hůře dostupnou, a nejjednodušší přístup je tak z hlavního hřebene.